# ヒュー・ウィロビー

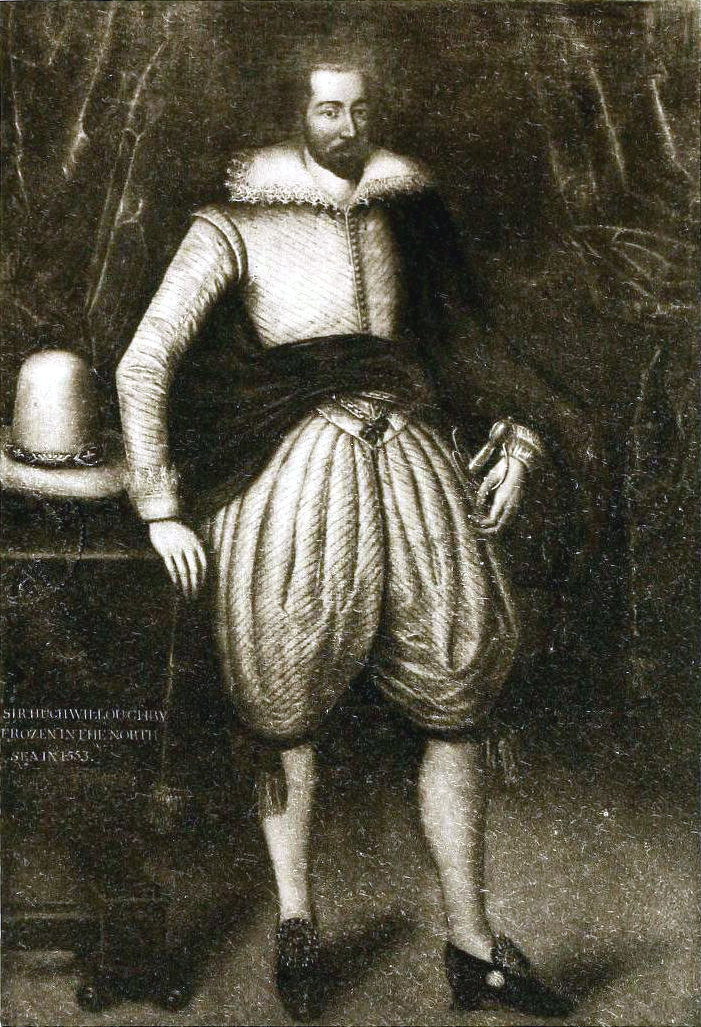
ヒュー・ウィロビー（没後に描かれた肖像画）

サー・ヒュー・ウィロビー（英語: Sir Hugh Willoughby; 1554年没）は、イングランドの廷臣、軍人、探検家。イングランド王ヘンリー8世に仕えて1544年のスコットランド遠征 に参加し、勇敢な戦いぶりを称えられナイトに叙された。1553年には、3隻の船からなるロンドン商人の北東航路探検隊の指揮官に任じられた。
この探検で3隻のうち2隻が遭難し、ウィロビーも命を落とした。しかしリチャード・チャンセラー率いる3隻目のエドワード・ボナヴェンチャー号が白海に到達してロシアと接触することに成功し、以後長きにわたるイングランドとロシアの北海・白海通商関係が開かれることとなった。

## 生涯

### 前半生
ウィロビーは、ダービーシャーのミドルントンのヘンリー・ウィロビー卿の三男にして末子であった。ヘンリー・ウィロビーは裕福で影響力あるジェントリであり、リチャード3世とヘンリー7世に仕え、1487年のストーク・フィールドの戦い後にヘンリー7世によりナイトに叙された。
ヒュー・ウィロビーは、ヘンリー8世の宮廷で様々な役職を歴任し、1544年のスコットランド遠征 にも参加した。彼はリースでハートフォード伯エドワード・シーモア（後の初代サマセット公）によりナイトに叙された。1548年2月には、ウィリアム・グレイの命を受け、トマス・カーライルと騎兵50騎を率いて「ビリーの塔」を占領しに赴いた。ウィロビーはサールズテーン城の砦の司令官となって、1550年の退任までスコットランド軍やフランス軍の攻撃に耐え続けた。1551年には北方や東方の辺境へ遠征をおこなった。しかし1552年にサマセット公が処刑されてしまい、立場が弱くなったウィロビーは新たな活躍の場を探し求めるようになった。

### 北東航路探検計画
1553年、ロンドン商人やイングランドの廷臣たちからなる会社が、交易路開拓のための探検に出資することになった。設立者は自身も北アメリカ大陸発見で知られる著名な探検家であったセバスチャン・カボットで、会社に参加した出資者たちは北東方面から極東へ至れる、いわゆる北東航路の開拓を期待していた。この会社は新天地冒険商人会社と名付けられ、後にモスクワ会社の名でよく知られることとなる。ウィロビーはこの探検隊を率いたいと志願し、特筆するべき航海経験がなかったにもかかわらず、「非常に勇敢で素性が良い」という理由で総司令官に選ばれた。
探検航海に特化した船が新たに3隻建造された。船の竜骨は、フナクイムシの被害を防ぐため鉛で裏打ちされていた。また長期間の航海を見据えて十分な準備が行われ、熟練した水夫が選抜された。ウィロビーは総司令官としてボナ・エスペランザ号(Bona Esperanza)に乗り込んだ。後の2隻はエドワード・ボナヴェンチャー号(Edward Bonaventuraとボナ・コンフィデンティア号(Bona Confidentia)で、エドワード・ボナヴェンチャー号には艦隊の航海長・副司令官リチャード・チャンセラーと、船長スティーヴン・バラが乗っていた。1553年5月10日、船団は盛大に見送られてロンドンを出発した。テムズ川を下る途中でグリニッジに停泊し、エドワード6世に向けて礼砲を放った。

### 航海と遭難
ブリテン島を出発した探検隊であったが、風模様が味方せず、その旅程は大幅に遅延していった。ようやくノルウェー沿岸に到達したのが7月14日で、ロンドンを発ってから2か月以上も経っていた。3隻は常に固まって行動するよう注意し、もし離れ離れになってしまった場合はノルウェー領の北東端にあたるヴァードーの島にあるヴァードウス要塞で待ち合わせをするという取り決めをしていた。7月30日、探検隊はおそらくノールカップ付近で、嵐と「ひどい旋風」に襲われた。ウィロビーが乗るボナ・エスペランザ号とボナ・コンフィデンティア号は、チャンセラー率いるエドワード・ボナヴェンチャー号とはぐれてしまった。エドワード・ボナヴェンチャー号は事前の約束通りにヴァードウス要塞へ赴き7日間待ったが、後の2隻は姿を見せなかった。その後、東方への航行を再開したチャンセラーらは白海の入り口を発見し、北ドヴィナ川の河口に停泊した。この近くのニョノクサには聖ニコライ修道院があり、そこではロシアのツァーリであるイヴァン4世の命で塩を生産してロシアへ供給していた。チャンセラーら探検隊はモスクワのイヴァン4世の宮廷へ呼び寄せられ、ロシアとイングランドの間で通商を開く合意をとりつけた。これが、以後300年にわたり続く両国の白海貿易の始まりとなった。
対して、ウィロビーと部下たちは生きて姿を現すことは二度となかった。後にウィロビーの遺品が発見され、その中の日記から彼らの辿った運命が明らかとなった。7月末の嵐の後、ウィロビーらは大陸から遠く離れた沖へ流され、目印になる陸地も無い海の真っただ中で行く先を見失った。取り決めの通りにヴァードウスへ向かおうにも、海図や方位磁針は当てにならず、曇天続きで空を見て緯度を図ることもできなかった。2週間の後、2隻の船は、アヒルなどの鳥があふれている無人の海岸に漂着した。これはおそらく、ノヴァヤゼムリャの南島（ユージヌィ島）であると考えられている。この島の西岸の半島は、後にロシア人がグシナヤ・ゼムリャ（「ガチョウの地」の意）と呼ぶようになっている。ウィロビーらは西の海へ引き返し、コルグエフ島の沿岸を通り過ぎたが、この頃チャンセラーらが上陸しているはずの白海の入り口は見つけられず通り過ぎてしまった。気温が下がり、海が凍り始めるに至り、彼らはコラ半島のヴァルジナ川河口湾岸で越冬する決断を下した。探検隊は三手に分かれて周辺を探索したが、人が住む集落を見つけることはできなかった。

### 最期
ヴァルジナ川で越冬したウィロビーら探検隊は、誰一人として冬を乗り越えることが出来なかった。翌春、ロシア人漁民が2隻の船とウィロビーら探検隊の遺体、そして日記を発見した。彼らが命を落とした原因は、飢餓と厳しい寒さであったと長らく考えられてきた。より新しい説では、彼らが船の中で北極圏の寒さを耐えようとして密閉空間を作ってストーブを焚いた結果、一酸化炭素中毒に陥った可能性も指摘されている。
ウィロビー隊発見の報はすぐさまイヴァン4世のもとに伝えられた。イヴァン4世は、船を回収して白海へ移動させ、イングランド人が引き取りに来るのを待つよう命じた。1556年になってようやくイングランド人がこれらの船を取り戻し、ロンドンへ帰還させた。この時、ウィロビーの遺体も故郷へ帰すため船に乗せられたとされている。1556年7月20日に聖ニコライ修道院を出発した2隻はノルウェー西岸まで至ったが、その後どちらも嵐により沈んだ。なおウィロビーの日記は別の船に乗せられており、無事にイングランドへ送り返された。
日記によれば、ウィロビーは航行中、北方に列島が見えていたという。この記述を元に、後の地図には北海の北方に「ウィロビーズランド」「マチノフ島（Macsinof Island）」「マチン島（Matsyn Island）」なる陸地が描かれたものもある。